# Ян V ван Крёйнинген
Ян V ван Крёйнинген (нидерл. Jan V van Cruijningen; 1460 — 5 июля 1513), бургграф Зеландии — государственный и военный деятель Бургундии и Габсбургских Нидерландов.

## Биография
Сын Адриана II ван Крёйнингена, бургграфа Зеландии, и Маргерит Вилен, племянник Жана де Нивеля.
Сеньор Крёйнингена и Вунсдрехта. От матери унаследовал сеньории Памел и Ледеберг.
Советник и камергер римского короля Максимилиана Габсбурга, позднее ставшего императором. В 1479 году отличился в битве при Гинегате, где под ним были убиты две лошади.
В 1491 году на капитуле в Мехелене был принят Филиппом Красивым в рыцари ордена Золотого руна.
Был назначен великим бальи Гента на место Жака де Гистеля, сеньора де Ла-Мотт.

## Семья
Жена: Агнес ван Монтфорт (1471—28.04.1494), дама де Хазервуд, дочь Яна ван Монтфорта, сеньора де Хазервуд, и Элизабет ван Гор
Дети:
- Йост I ван Крёйнинген (ум. 7.04.1543), бургграф Зеландии. Жена 1) (4.03.1499): Шарлотта Бургундская (ум. 1509), дочь Филиппа Бургундского, графа де Ла-Рош, и Анны ван Борселен; 2) (17.07.1514): Катарина ван Вассенар (ум. 19.11.1538), дочь Яна I ван Вассенара, бургграфа Лейденского, и Жанны де Халевин

Бастарда:
- Магдалена ван Крёйнинген. Муж (1500): Вольферт ван Борселен (р. 1471), сеньор де Спревестейн